# Евгения Иванова
Евгения (Гена) Иванова Панайотова-Янева е българска просветна деятелка и революционерка, деятелка на Вътрешната македоно-одринска революционна организация.

## Биография
Родена е в 1884 година в източномакедонския български град Щип, тогава в Османската империя. В 1901 година завършва с 11-ия випуск Солунската българска девическа гимназия. Преподава в родния си Щип до 1919 година, а по-късно в други български села и градове. Същевременно се занимава с революционна дейност и е деятелка на ВМОРО.
Женена е за Пантелей Янев. Умира в 1953 година.